# Leonardo Molas
Leonardo Molas y Campana, Nápoles (Italia), f. s. XVI – Tarragona, ¿8.VII.1641? fue un militar, caballero de la Orden de Santiago, que estuvo al mando del tercio napolitano durante la Sublevación de Cataluña.